# Mao Xiang
Pour les articles homonymes, voir Mao.
Œuvres principales
La Dame aux pruniers ombreux
Mao Xiang (chinois 冒襄, Wade-Giles Mao Hsiang, EFEO Mao Siang), né en 1611 à Rugao (Jiangsu, Chine), mort en 1693, est un écrivain et calligraphe chinois. Son nom social est Pijiang.

## Biographie
Mao Xiang, reçu aux examens du niveau de la préfecture, échoue cependant par la suite aux examens du niveau supérieur. Il était un proche du peintre et calligraphe Dong Qichang. Avec Fang Yizhi (zh), Hou Fangyu (zh) et Chen Zhenhui (zh), Mao fait partie du groupe appelé les « quatre talents du début des Qing ».
Mao Xiang est connu pour sa relation avec Dong Xiaowan (zh), courtisane devenue sa concubine. Dong Xiaowan meurt à l'âge de vingt-sept ans. Le récit de Mao Xiang, La Dame aux pruniers ombreux (Yingmei'an yiyu, littéralement « Souvenirs de l'ermitage aux pruniers-ombres ») est une forme d'éloge funèbre de sa concubine. Son ton intimiste en fait une œuvre unique en son temps, annonçant un chef-d'œuvre du xixe siècle, Six récits au fil inconstant des jours de Shen Fu. Après la mort de sa concubine, il vit à Rugao où il s'occupe de littérature et de son jardin, le Shuihui (en) (« Confluent des eaux »).
Dong Bai (surnom Xiaowan) a commencé sa carrière de courtisane à Qinhuai, le quartier des maisons de plaisir de Nankin, vers l'âge de douze ans comme apprentie. Elle rencontre Mao Xiang à 17 ans. Ils ont vécu ensemble neuf ans. Elle est morte le 21 février 1651. Une légende a par la suite prétendu que Dong Xiaowan n'était pas morte mais qu'elle aurait été enlevée pour devenir la favorite du premier empereur de la dynastie des Qing.

## Œuvre littéraire
La Dame aux pruniers ombreux se caractérise par sa brièveté (environ 2500 caractères). Le texte est divisé en neuf parties, un commentaire de l’écrivain Du Jun (surnom Chacun,1611-1687) faisant la transition entre chacune d'elles. Les deux premières parties sont chronologiques, les quatre suivantes s'attachent à célébrer les talents de la concubine : poésie, calligraphie, peinture, etc. Mao Xiang fait ensuite état du dévouement dont sa concubine a fait preuve durant la période troublée qui a marqué la transition entre la dynastie Ming et la dynastie Qing. Le récit est à ce titre aussi un témoignage de la vie d'une famille aisée en ce temps.

## Œuvre calligraphiée
- En attendant la lune aux Six Ponts, calligraphie conservée au Allen Memorial Art Museum[4].
- Préface du Pavillon des Orchidées, éventail, Pékin, musée du Palais.

## Représentations dans les arts
- Wu Weiye, Inscrit sur un portrait de Dong Bo, poème[5]
- Yu Ming (1884–1935), Dong Xiaowan alitée, peinture sur soie, The Metropolitan Museum of Art[6]

## Traductions
- (zh + en) Mao Pijiang, The Reminiscences of Tung Hsiao-wan, trad. Pan Tze-yen, Shanghai, Commercial Press, 1931
- Mao Xiang, La Dame aux pruniers ombreux, trad. Martine Valette-Hémery, Éditions Philippe Picquier, 1992  — Suivi de : Zhang Mingbi, Biographie de Dong Xiaowan, concubine de Mao. [Compte-rendu] de André Lévy, dans Études chinoises, no  11-1, 1992, p. 183-189.